# OU-0901
La OU-0901, es una carretera comarcal perteneciente a la Red de Carreteras de la Diputación Provincial de Orense. Discurre íntegramente por la comarca de Viana uniendo Viana del Bollo (OU-533) con la aldea de Ramilo.

## Recorrido
El trazado de la OU-0901 comienza en Viana del Bollo (OU-533)  y transcurre en dirección oeste, por diversas aldeas como Punxeiro, San Martiño, Froxais, Penouta hasta llegar a Ramilo.
| Localidad     | Enlaces/salidas                                | Carretera que enlaza |
| ------------- | ---------------------------------------------- | -------------------- |
| Viana do Bolo | Viana do Bolo                                  | OU-0901              |
|               | Rúa San Roque / Rúa María Pita / Rúa do Toural |                      |
|               | OU-0902 San Agustiño                           | OU-0902              |
| Punxeiro      |                                                |                      |
| San Martiño   |                                                |                      |
|               | San Agustiño/Sever/ Encoro de Pías             | OU-0902              |
| Froxais       |                                                |                      |
| Penouta       |                                                |                      |
|               | Mina de Penouta                                |                      |
|               | A Veiga                                        |                      |
| Ramilo        |                                                |                      |